# 淵本恭子
淵本 恭子（ふちもと きょうこ、1987年〈昭和62年〉8月24日 - ）は、日本のフリーアナウンサー。

## 経歴・人物
1987年8月24日、岡山県岡山市で生まれる。兄弟姉妹は、9歳離れた弟が一人いる。実家は金属加工会社を経営している。ノートルダム清心女子大学附属幼稚園、ノートルダム清心女子大学附属小学校、清心中学校・清心女子高等学校、フェリス女学院大学文学部日本文学科卒業。
2009年1月から7月まで、BSフジNEWSに第16期女子大生キャスターとして出演していた。2010年4月、地元の岡山県にあるフジテレビ系列局・岡山放送（OHK）に入社。同期入社の上杉桜子はBSフジ女子大生キャスターの1期先輩に当たる。
本人曰くAKB48のファンであり、2011年7月に放送されたFNS27時間テレビの「FNS歌へた自慢」ではOHKの代表として出場。制服姿でAKB48の「会いたかった」を披露した。
2021年3月にOHKを退社し、フリーアナウンサーとしての活動を始めた。

## 現在の担当番組
- Ario Happy Saturday（FM OKAYAMA） - DJ[8]
- 萌乃のsmile radio（Radio momo） - ナビゲーター

## CM
- エヌエス日進（2021年9月 - ）
- 岡山リナクリニック（2021年5月 - 2022年4月）

## 過去の担当番組

### OHKアナウンサー時代
- OHKフラッシュニュース（ローカルニュース） - キャスター（随時担当）[2]
- OHKスーパーニュース[1]
  - 木・金曜担当（2012年10月4日 - 2013年3月29日）
  - 全曜日担当（2013年4月1日 - 2015年3月27日）
- OHKみんなのニュース - キャスター（2015年3月30日 - 2017年3月31日）
- ミルンへカモン! なんしょん? - 平日MC  (2017年4月 - 2021年3月17日)
- ニョッキンのつきイチ - ナビゲーター
- エブリのまち - リポーター
- OHKてれび時評 - 司会（2013年4月28日 - ）

### その他
- BSフジNEWS （BSフジ） - 女子大生キャスター（木曜日担当、2009年1月 - 2009年7月30日）[5]
- STU48の あり！あり！Ario！！（FM OKAYAMA） - DJ[9]（2021年6月5日 - 2022年9月24日）